# Ендрю Ойомбе
Ендрю Ойомбе (англ. Andrew Oyombe, нар. 24 лютого 1985) — кенійський футболіст, що грав на позиції захисника. Виступав за низку кенійських та закордонних клубів, а також національну збірну Кенії.

## Клубна кар'єра
У професійному футболі Ендрю Ойомбе дебютував 2002 року виступами за команду «Таскер», в якій грав до 2004 року.
У 2004 році Ойомбе став гравцем шведського клубу «Енчепінг», у складі якого грав до 2006 року. У 2006 році футболіст повернувся на батьківщину до клубу «Гор Магія», у складі якого грав до 2008 року. З 2009 по 2010 рік Ойомбе грав у складі кенійських команд «Матаре Юнайтед» та «Софапака». У 2011 році футболіст перейшов до нижчолігового шведського клубу «Скергамнс», у складі якого в кінці цього року завершив виступи на футбольних полях.

## Виступи за збірну
У 2004 році Ендрю Ойомбе дебютував у складі національної збірної Кенії. У складі збірної був учасником Кубка африканських націй 2004 року у Тунісі. У складі збірної Ойомбе грав до 2008 року, загалом провів у її складі 12 матчів, у яких забитими голами не відзначився.